# 4914 Pardina
4914 Pardina (1969 GD) là một tiểu hành tinh vành đai chính.